# Дравце
Дравце (словац. Dravce) — село в Словаччині, Левоцькому окрузі Пряшівського краю. Розташоване на півночі східної Словаччини на південних схилах Левоцьких гір в долині потока Бічір.
Уперше згадується у 1263 році.
У селі є римо-католицький костел з другої половини 13 століття в стилі ранньої готики.

## Населення
| Рік:            | 1994. | 2004.   | 2014.   | 2024.   |
| --------------- | ----- | ------- | ------- | ------- |
| Кількість осіб: | 734   | 777     | 809     | 844     |
| Різниця:        |       | +5,85 % | +4,11 % | +4,32 % |

| Рік:            | 2023. | 2024.   |
| --------------- | ----- | ------- |
| Кількість осіб: | 841   | 844     |
| Різниця:        |       | +0,35 % |

У селі проживає 765 осіб.
Національний склад населення (за даними останнього перепису населення — 2001 року):
- словаки — 84,33 %,
- цигани — 14,90 %.

Склад населення за приналежністю до релігії станом на 2001 рік:
- римо-католики — 97,41 %,
- греко-католики — 0,78 %,
- протестанти — 0,52 %,
- не вважають себе вірянами або не належать до жодної вищезгаданої конфесії — 1,30 %